# العلاقات التشادية التوفالية
العلاقات التشادية التوفالية هي العلاقات الثنائية التي تجمع بين تشاد وتوفالو.

## مقارنة بين البلدين
هذه مقارنة عامة ومرجعية للدولتين:
| وجه المقارنة                                              | تشاد                      | توفالو                         |
| --------------------------------------------------------- | ------------------------- | ------------------------------ |
| المساحة (كم2)                                             | 1.28 مليون                | 26                             |
| عدد السكان (نسمة)                                         | 15.23 مليون               | 11.19 ألف                      |
| الكثافة السكانية (ن./كم²)                                 | 11.9                      | 43.04 ألف                      |
| العاصمة                                                   | انجمينا                   | فونافوتي                       |
| اللغة الرسمية                                             | لغة فرنسية، اللغة العربية | اللغة التوفالوية، لغة إنجليزية |
| العملة                                                    | فرنك وسط أفريقي           | دولار توفالو                   |
| الناتج المحلي الإجمالي (بليون دولار)                      | 9.98 مليار                | 39.73 مليون                    |
| الناتج المحلي الإجمالي (تعادل القوة الشرائية) بليون دولار | 30.54 مليار               | 38.93 مليون                    |
| الناتج المحلي الإجمالي الاسمي للفرد دولار أمريكي          | 775                       | 3.29 ألف                       |
| الناتج المحلي الإجمالي للفرد دولار أمريكي                 | 2.18 ألف                  | 3.77 ألف                       |
| مؤشر التنمية البشرية                                      | 0.392                     |                                |
| رمز المكالمات الدولي                                      | +235                      | +688                           |
| رمز الإنترنت                                              | .td                       | .tv                            |
| المنطقة الزمنية                                           | ت ع م+01:00               | ت ع م+12:00                    |

## منظمات دولية مشتركة
يشترك البلدان في عضوية مجموعة من المنظمات الدولية، منها:
| علم المنظمة | اسم المنظمة                                 | تاريخ انضمام تشاد | تاريخ انضمام توفالو |
| ----------- | ------------------------------------------- | ----------------- | ------------------- |
|             | مجموعة دول أفريقيا والكاريبي والمحيط الهادئ | ?                 | ?                   |
|             | منظمة حظر الأسلحة الكيميائية                | ?                 | ?                   |
|             | الأمم المتحدة                               | 20 سبتمبر 1960    | 5 سبتمبر 2000       |
|             | يونسكو                                      | 19 ديسمبر 1960    | 21 أكتوبر 1991      |
|             | مؤسسة التنمية الدولية                       | 7 نوفمبر 1963     | 24 يونيو 2010       |
|             | البنك الدولي للإنشاء والتعمير               | 10 يوليو 1963     | 24 يونيو 2010       |
|             | الاتحاد البريدي العالمي                     | ?                 | ?                   |
|             | الاتحاد الدولي للاتصالات                    | 25 نوفمبر 1960    | 15 أغسطس 1996       |